# Greenland Minerals
Greenland Minerals Limited, tidligere Greenland Minerals and Energy Limited, er et australsk selskab som er noteret på Australian Securities Exchange med koden GGG.
Greenland Minerals indledte i 2007 undersøgelser med henblik på minedrift i Kuannersuit i Grønland. Selskabet havde i 2012 investeret omkring 400 millioner i Kuannersuit-projektet. I 2016 købte det kinesiske selskab Shenghe Resources en aktieandel på 12,5 % i Greenland Minerals for 23,5 millioner kr.